# Twierdza Ham

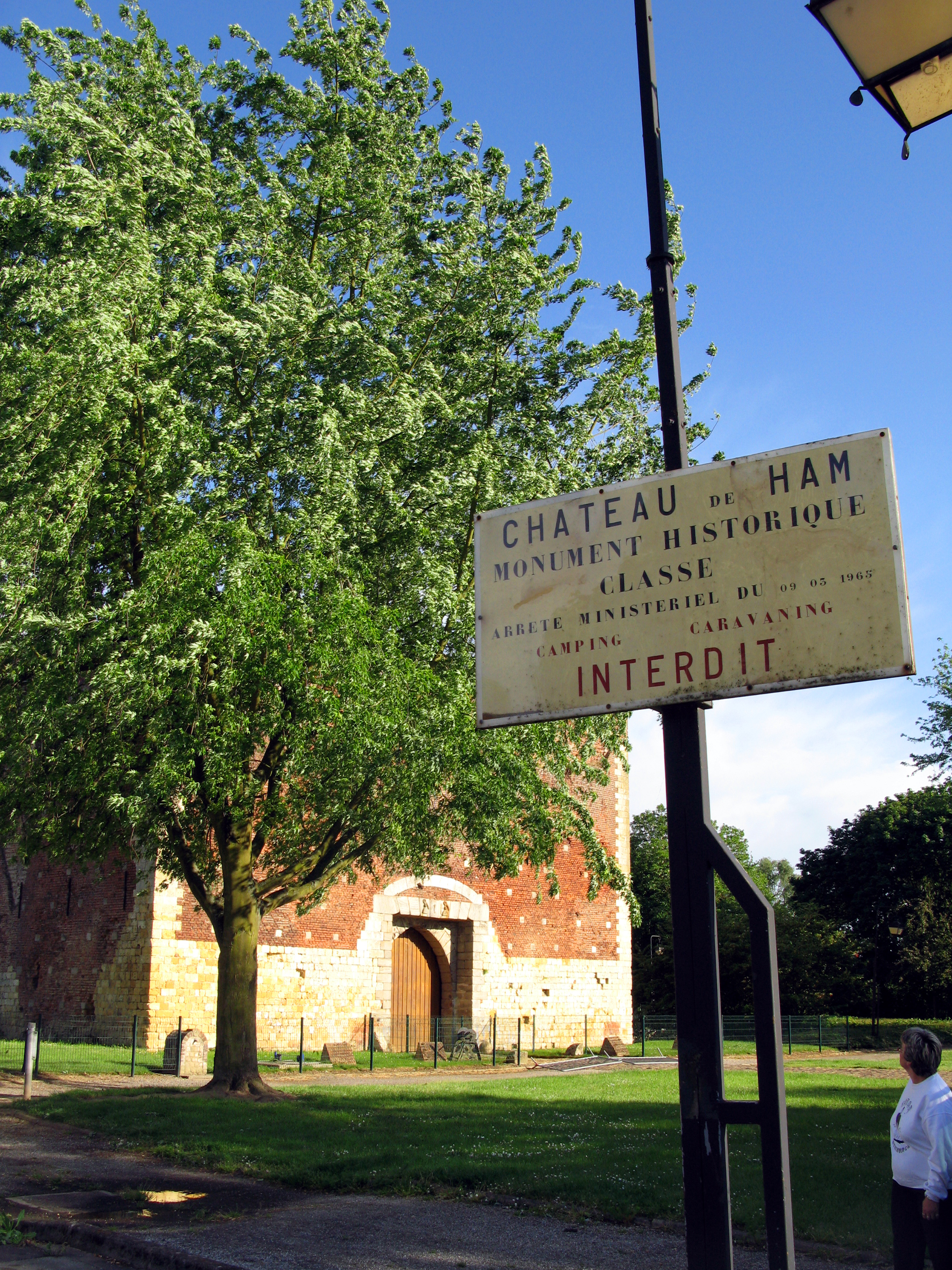
Zachowana wieża twierdzy Ham

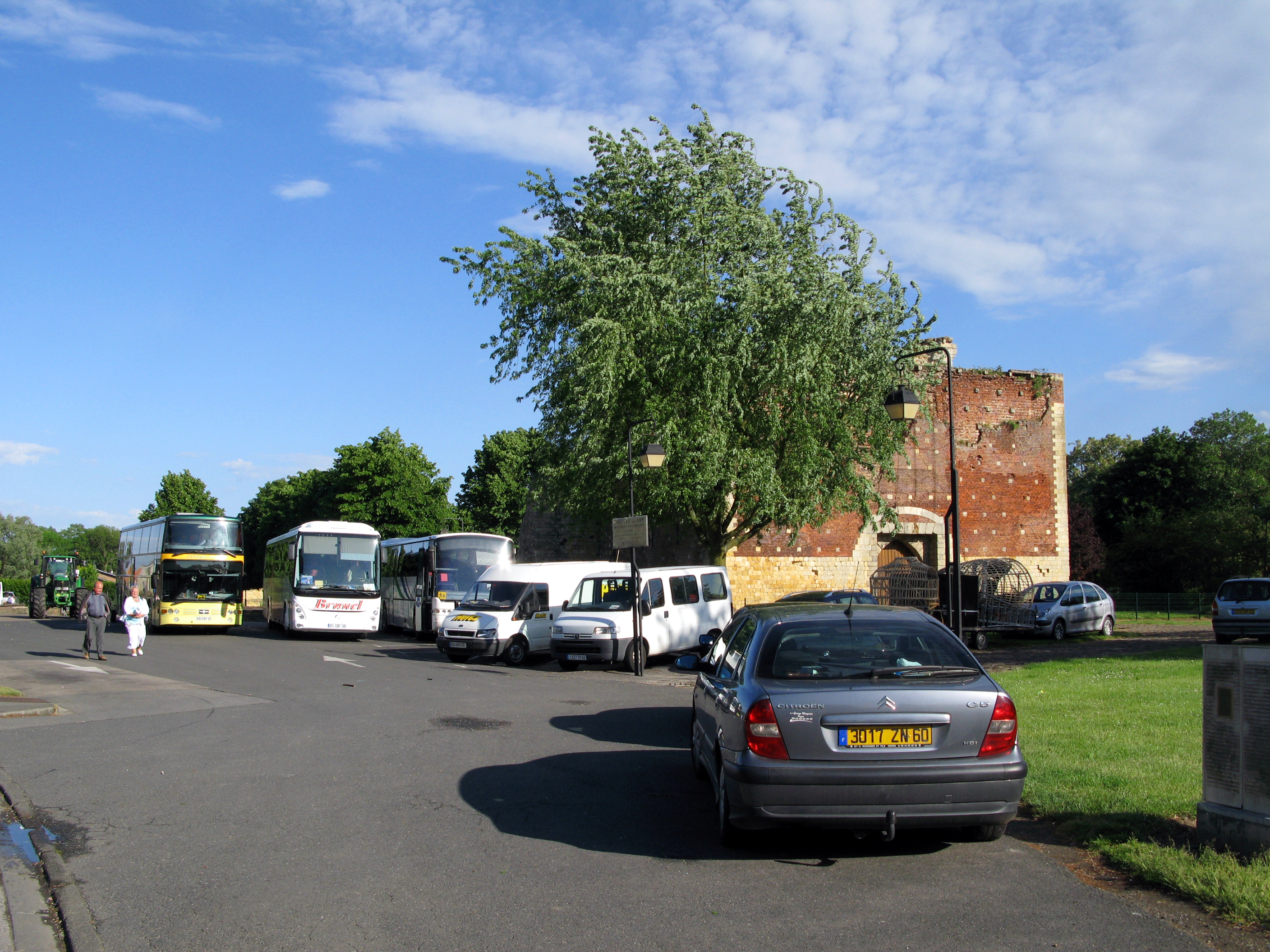
Parking przy wieży

Twierdza Ham – średniowieczny zamek w Ham, w Pikardii, kilkakrotnie przebudowywany w celu dostosowania go do rozwijających się wymogów sztuki wojennej. Zrujnowany przez wycofujące się wojska niemieckie w 1917. Od 1965 posiada status zabytku.

## Historia
Nie wiadomo, kiedy został wzniesiony pierwszy obiekt warowny na miejscu dzisiejszej twierdzy, był on wzmiankowany w dokumentach w 1052. Ostateczny kształt wielobocznej warowni z potężnymi cylindrycznymi wieżami w narożnikach obiekt zyskał w czasie przebudowy w XIII w. W 1380 zamek kupił Enguerrand de Coucy, który przekazał go w spadku swojej córce. Ta z kolei sprzedała majątek Ludwikowi Orleańskiemu, który uczynił go częścią sieci zamków warownych obok podobnych obiektów w La Ferté-Milon, Pierrefonds i Fère-en-Tardenois. Po zabójstwie Ludwika Orleańskiego prace nad przebudową i modernizacją zamku kontynuował Ludwik Luksemburski, który wzniósł potężny donżon o wysokości 33 metrów i grubości murów 11 m.
W 1557 twierdzę bezskutecznie oblegały wojska Filipa II, w wieku XVII został on przebudowany pod kierunkiem Vaubana. Jednak już w następnym stuleciu budowlę uznano za nieprzydatną z wojskowego punktu widzenia i zamieniono na więzienie stanu, którego więźniami byli m.in. czterej ministrowie z rządu Juliusza de Polignac uznani po rewolucji lipcowej za współautorów koncepcji przywrócenia we Francji absolutyzmu na polecenie obalonego Karola X oraz Ludwik Napoleon Bonaparte, osadzony w twierdzy Ham w 1840 za nieudaną próbę zamachu stanu. Więzień ten, skazany na dożywocie, uciekł z zamku po sześciu latach.
W czasie wojny francusko-pruskiej zamek został zajęty przez wojska pruskie, po czym odbity przez francuską II Armię Północną, stając się jednym z nielicznych miejsc zwycięstw francuskich w tej wojnie. W czasie I wojny światowej twierdza została wysadzona w powietrze przez wycofujące się wojska niemieckie. Do 1977, mimo otrzymania w 1965 statusu zabytku, pozostawała w niezakonserwowanej ruinie i służyła jako nielegalne wysypisko śmieci.
Do naszych czasów zachowała się jedna wieża twierdzy, broniąca pierwotnie bramy głównej, oraz zarys murów obwodowych. Od 1991 zamkiem opiekuje się Towarzystwo Przyjaciół Twierdzy Ham.